# Parvillers-le-Quesnoy
Pour les articles homonymes, voir Quesnoy.
Parvillers-le-Quesnoy est une commune française située dans le département de la Somme, en région Hauts-de-France.

## Géographie

### Localisation

#### Communes limitrophes
Le territoire est bordé par Rouvroy, Damery, Andechy, Erches, Fouquescourt, La Chavatte, Fresnoy-lès-Roye, Goyencourt et Bouchoir.

### Sol, sous-sol, hydrographie, relief
Le sol communal est entièrement constitué du fertile limon des plateaux. Il recouvre une couche de craie qui n'affleure en aucun endroit.
Une nappe phréatique se trouvait en 1899 à 20 mètres de profondeur. C'est elle qui alimentait alors la population. Aucun cours d'eau ne coule sur le territoire.

### Hydrographie
La commune est située dans le bassin Artois-Picardie. Elle n'est drainée par aucun cours d'eau.

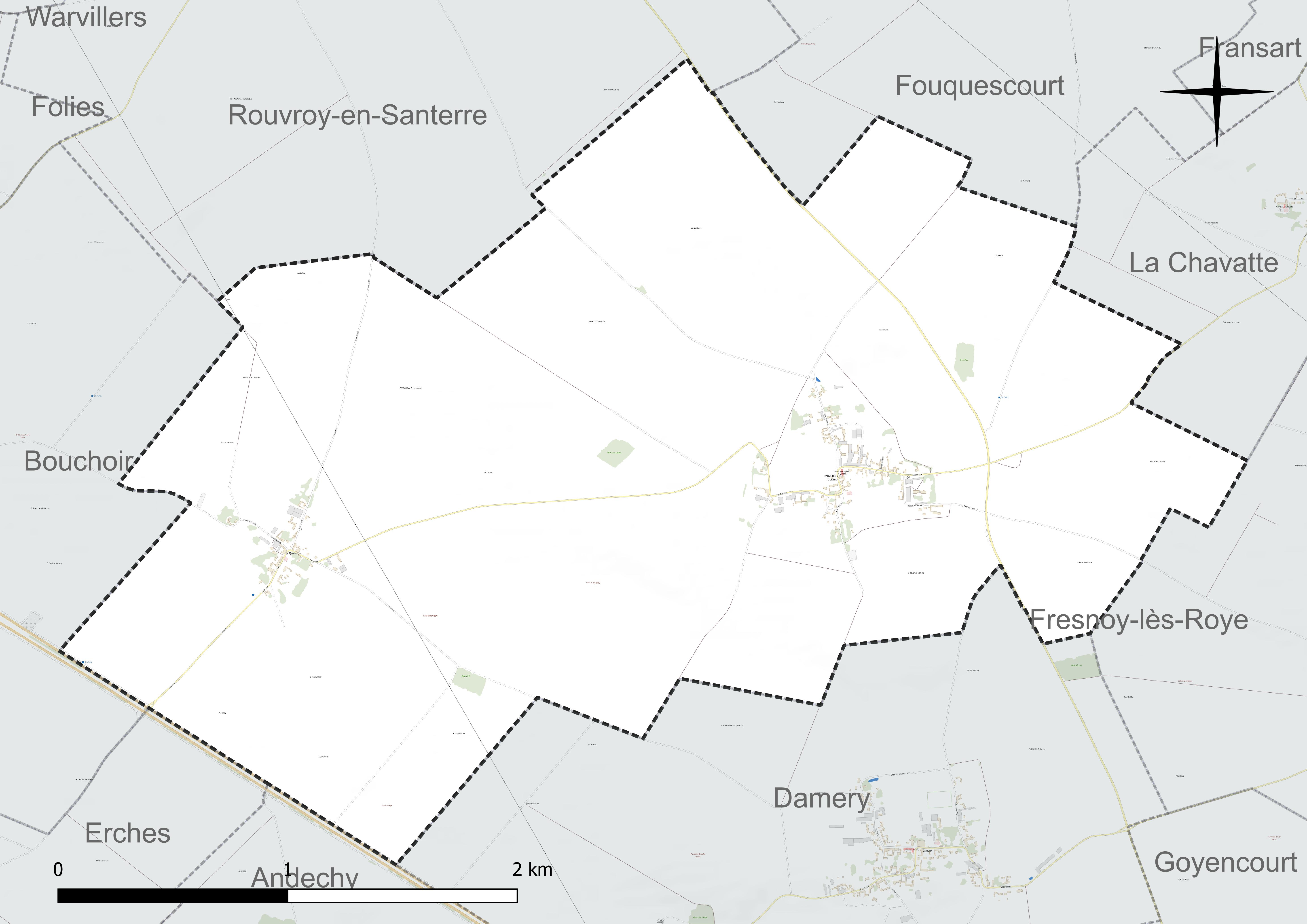
Réseau hydrographique de Parvillers-le-Quesnoy.

### Climat
Pour des articles plus généraux, voir Climat des Hauts-de-France et Climat de la Somme.
En 2010, le climat de la commune est de type climat océanique dégradé des plaines du Centre et du Nord, selon une étude du CNRS s'appuyant sur une série de données couvrant la période 1971-2000. En 2020, Météo-France publie une typologie des climats de la France métropolitaine dans laquelle la commune est exposée à un climat océanique et est dans la région climatique Nord-est du bassin Parisien, caractérisée par un ensoleillement médiocre, une pluviométrie moyenne régulièrement répartie au cours de l'année et un hiver froid (3 °C).
Pour la période 1971-2000, la température annuelle moyenne est de 10,2 °C, avec une amplitude thermique annuelle de 14,7 °C. Le cumul annuel moyen de précipitations est de 700 mm, avec 11,3 jours de précipitations en janvier et 8,5 jours en juillet. Pour la période 1991-2020, la température moyenne annuelle observée sur la station météorologique la plus proche, située sur la commune de Rouvroy-en-Santerre à 3 km à vol d'oiseau, est de 10,8 °C et le cumul annuel moyen de précipitations est de 635,8 mm,. Pour l'avenir, les paramètres climatiques de la commune estimés pour 2050 selon différents scénarios d'émission de gaz à effet de serre sont consultables sur un site dédié publié par Météo-France en novembre 2022.
| Mois                                  | jan.           | fév.           | mars           | avril         | mai             | juin          | jui.          | août          | sep.          | oct.          | nov.            | déc.           | année      |
| ------------------------------------- | -------------- | -------------- | -------------- | ------------- | --------------- | ------------- | ------------- | ------------- | ------------- | ------------- | --------------- | -------------- | ---------- |
| Température minimale moyenne (°C)     | 1,4            | 1,7            | 3,1            | 4,4           | 8               | 10,6          | 12,3          | 12,3          | 9,8           | 7,5           | 4,1             | 2              | 6,4        |
| Température moyenne (°C)              | 3,8            | 4,6            | 7,2            | 9,8           | 13,3            | 16,2          | 18,3          | 18,4          | 15,1          | 11,5          | 7,1             | 4,4            | 10,8       |
| Température maximale moyenne (°C)     | 6,2            | 7,5            | 11,2           | 15,2          | 18,5            | 21,8          | 24,3          | 24,4          | 20,5          | 15,6          | 10,1            | 6,7            | 15,2       |
| Record de froid (°C) date du record   | −17,5 07.01.09 | −11,6 12.02.12 | −12,5 13.03.13 | −4,8 08.04.03 | −2,3 05.05.1996 | 2,2 05.06.12  | 2,8 03.07.11  | 3,7 02.08.15  | −0,9 25.09.03 | −6,1 24.10.03 | −9,2 24.11.1998 | −14,4 18.12.10 | −17,5 2009 |
| Record de chaleur (°C) date du record | 14,9 09.01.15  | 18 24.02.21    | 24,4 31.03.21  | 27,2 15.04.07 | 30,2 27.05.05   | 35,3 18.06.22 | 41,6 25.07.19 | 39,1 12.08.03 | 34,2 09.09.23 | 28,1 01.10.11 | 19,9 06.11.18   | 16,2 07.12.00  | 41,6 2019  |
| Précipitations (mm)                   | 45,6           | 43             | 44,1           | 39,4          | 61,3            | 55,3          | 63,8          | 62,4          | 45,1          | 58,1          | 52,4            | 65,3           | 635,8      |

## Urbanisme

### Typologie
Au 1er janvier 2024, Parvillers-le-Quesnoy est catégorisée commune rurale à habitat dispersé, selon la nouvelle grille communale de densité à sept niveaux définie par l'Insee en 2022.
Elle est située hors unité urbaine. Par ailleurs la commune fait partie de l'aire d'attraction de Roye, dont elle est une commune de la couronne,. Cette aire, qui regroupe 35 communes, est catégorisée dans les aires de moins de 50 000 habitants,.

### Occupation des sols
L'occupation des sols de la commune, telle qu'elle ressort de la base de données européenne d'occupation biophysique des sols Corine Land Cover (CLC), est marquée par l'importance des territoires agricoles (96,7 % en 2018), en diminution par rapport à 1990 (100 %). La répartition détaillée en 2018 est la suivante : terres arables (96,7 %), zones urbanisées (3,3 %). L'évolution de l'occupation des sols de la commune et de ses infrastructures peut être observée sur les différentes représentations cartographiques du territoire : la carte de Cassini (XVIIIe siècle), la carte d'état-major (1820-1866) et les cartes ou photos aériennes de l'IGN pour la période actuelle (1950 à aujourd'hui).

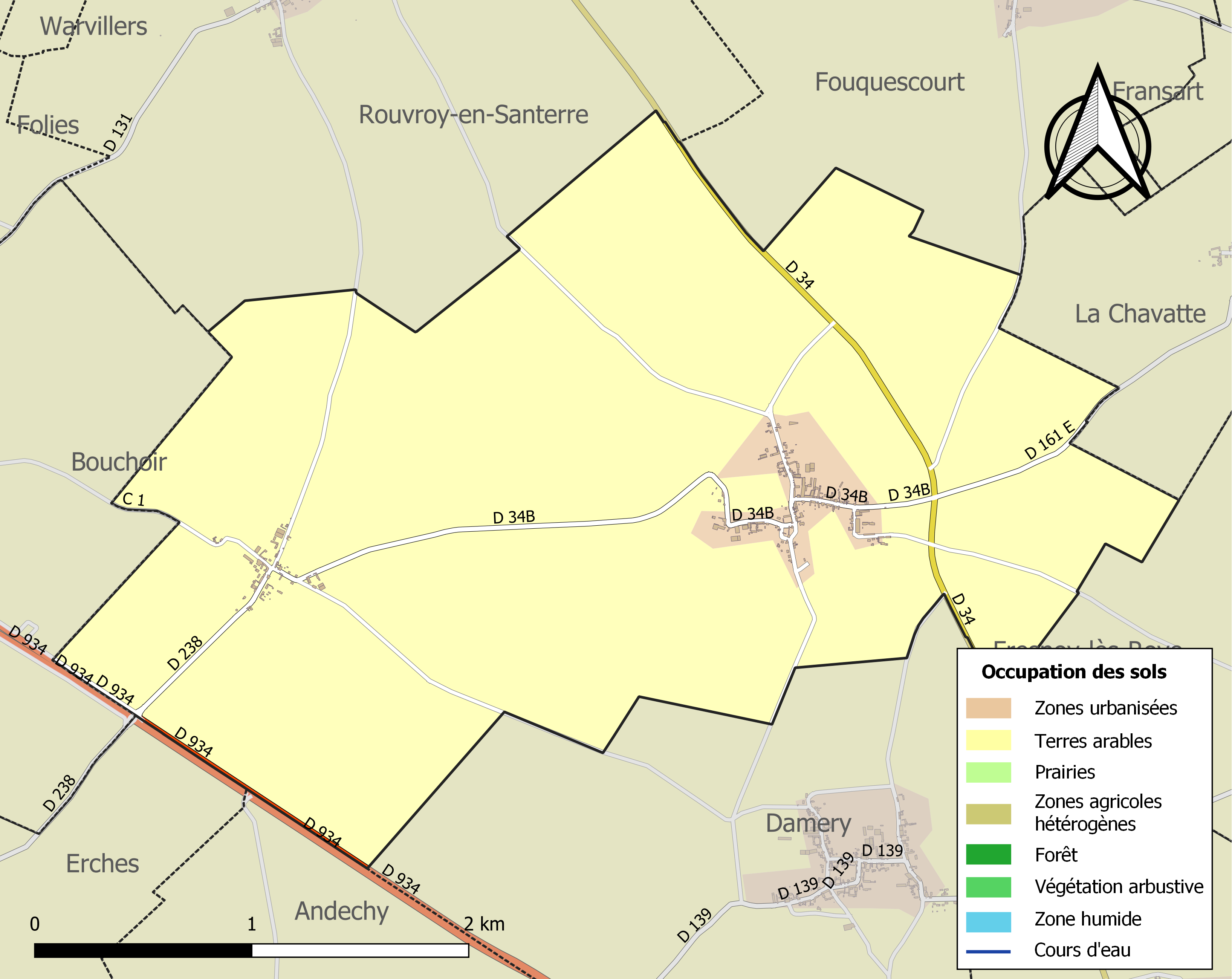
Carte des infrastructures et de l'occupation des sols de la commune en 2018 (CLC).

## Toponymie
La commune est constituée par la fusion en 1968 de Parvillers et du Quesnoy : 
- Parrovillaris (960), Parviller, Esparvillers, Parvillers (1323), peut être interprété comme « petite villa »[1] ;
- Querculi apparait en 1130, Kaisnoi, Kaisnetum, forme latinisée et Caisnoi sont relevés ensuite. Dès 1569, on relève Le Quesnoy. Tous ces toponymes font référence à un lieu planté de chênes[14].

## Histoire
Des silex taillés et des monnaies antiques ont été découverts au Quesnoy et à Parvillers, attestant d'une présence humaine très ancienne,.
Les seigneuries du Grand et du Petit Buissancourt ont régné sur le village à l'époque féodale.
La chapelle Saint-Nicolas à Parvillers, démolie en 1855, serait le vestige d'un monastère ou d'une maladrerie.
Autour de l'église, des souterrains appelés « caves de guerre » ou muches, aussi bien à Parvillers qu'au Quesnoy, ont servi de refuge pendant les périodes troublées qu'a connues le village.
Parvillers a possédé un télégraphe aérien, installé sur le clocher de l'église. Il a été brûlé par les Cosaques pendant la guerre franco-allemande de 1870[Passage problématique].
Parvillers et Le Quesnoy se trouvaient dans la zone des combats de la Première Guerre mondiale,.
Les deux anciennes communes ont été décorées de la Croix de guerre 1914-1918 le 30 octobre 1920.
La commune de Parvillers, instituée lors de la Révolution française, absorbe en 1968 celle du Quesnoy (dite Le Quesnoy-en-Santerre, et qui avait elle-même absorbé  Routiauville entre 1790 et 1794) et devient Parvillers-le-Quesnoy.

## Politique et administration

### Rattachements administratifs et électoraux
Les anciennes communes puis la commune fusionnée se trouvaient de 1793 à 2016 dans l'arrondissement de Montdidier du département de la Somme. Par arrêté préfectoral du 27 décembre 2016, Parvillers-le-Quesnoy en est détachée le 1er janvier 2017 pour intégrer l'arrondissement de Péronne. Pour l'élection des députés, elle fait partie depuis 1958 de la cinquième circonscription de la Somme.
Elles faisaient partie depuis 1793 du canton de Rosières-en-Santerre. Dans le cadre du redécoupage cantonal de 2014 en France, Parvillers-le-Quesnoy est intégrée au canton de Moreuil.

### Intercommunalité
La commune faisait partie de la communauté de communes du Santerre créée le 31 décembre 1993.
Dans le cadre des dispositions de la loi portant nouvelle organisation territoriale de la République du 7 août 2015, qui prévoit que les établissements publics de coopération intercommunale (EPCI) à fiscalité propre doivent avoir un minimum de 15 000 habitants, la préfète de la Somme propose en octobre 2015 un projet de nouveau schéma départemental de coopération intercommunale (SDCI) qui prévoit la réduction de 28 à 16 du nombre des intercommunalités à fiscalité propre du département.
Le projet préfectoral prévoit la « fusion des communautés de communes de Haute Picardie et du Santerre », le nouvel ensemble de 17 954 habitants regroupant 46 communes,,. À la suite de l'avis favorable de la commission départementale de coopération intercommunale en janvier 2016, la préfecture sollicite l'avis formel des conseils municipaux et communautaires concernés en vue de la mise en œuvre de la fusion le 1er janvier 2017.
Cette procédure aboutit à la création au 1er janvier 2017 de la communauté de communes Terre de Picardie, dont la commune est désormais membre.

### Liste des maires
| Période                                  | Période | Identité | Étiquette | Qualité |
| ---------------------------------------- | ------- | -------- | --------- | ------- |
| Les données manquantes sont à compléter. |         |          |           |         |

| Période                                  | Période | Identité                    | Étiquette | Qualité |
| ---------------------------------------- | ------- | --------------------------- | --------- | ------- |
| Les données manquantes sont à compléter. |         |                             |           |         |
| 1865                                     | 1888    | Jean-Pierre Alphonse Guibon |           |         |

| Période                                  | Période                      | Identité          | Étiquette | Qualité                         |
| ---------------------------------------- | ---------------------------- | ----------------- | --------- | ------------------------------- |
| Les données manquantes sont à compléter. |                              |                   |           |                                 |
| 2001                                     | 2008                         | Bernard Coffin    |           |                                 |
| mars 2008                                | En cours (au 8 octobre 2020) | Christian Balcone |           | Réélu pour le mandat 2014-2020, |

## Démographie
L'évolution du nombre d'habitants est connue à travers les recensements de la population effectués dans la commune depuis 1793. Pour les communes de moins de 10 000 habitants, une enquête de recensement portant sur toute la population est réalisée tous les cinq ans, les populations de référence des années intermédiaires étant quant à elles estimées par interpolation ou extrapolation. Pour la commune, le premier recensement exhaustif entrant dans le cadre du nouveau dispositif a été réalisé en 2006.

En 2022, la commune comptait 236 habitants, en évolution de +0,85 % par rapport à 2016 (Somme : −1,26 %, France hors Mayotte : +2,11 %).
| 1793 | 1800 | 1806 | 1821 | 1831 | 1836 | 1841 | 1846 | 1851 |
| ---- | ---- | ---- | ---- | ---- | ---- | ---- | ---- | ---- |
| 360  | 298  | 287  | 323  | 348  | 364  | 385  | 379  | 369  |

| 1856 | 1861 | 1866 | 1872 | 1876 | 1881 | 1886 | 1891 | 1896 |
| ---- | ---- | ---- | ---- | ---- | ---- | ---- | ---- | ---- |
| 338  | 322  | 331  | 307  | 282  | 286  | 275  | 283  | 251  |

| 1901 | 1906 | 1911 | 1921 | 1926 | 1931 | 1936 | 1946 | 1954 |
| ---- | ---- | ---- | ---- | ---- | ---- | ---- | ---- | ---- |
| 241  | 245  | 239  | 177  | 192  | 183  | 162  | 185  | 177  |

| 1962 | 1968 | 1975 | 1982 | 1990 | 1999 | 2006 | 2011 | 2016 |
| ---- | ---- | ---- | ---- | ---- | ---- | ---- | ---- | ---- |
| 151  | 132  | 171  | 154  | 189  | 221  | 197  | 220  | 234  |

| 2021 | 2022 | - | - | - | - | - | - | - |
| ---- | ---- | - | - | - | - | - | - | - |
| 234  | 236  | - | - | - | - | - | - | - |

## Culture locale et patrimoine

### Lieux et monuments
- Chapelle funéraire Boitel, de style néo-gothique, au pignon décoré d'une rosace[35].
- Église Notre-Dame (Le Quesnoy), édifiée après la destruction de l'église pendant la Première Guerre mondiale[36],[37],[38].
- Église Saint-Martin[39], elle aussi reconstruite après la Première Guerre mondiale. Elle contenait des fonts baptismaux du XVIe siècle[40],[41].

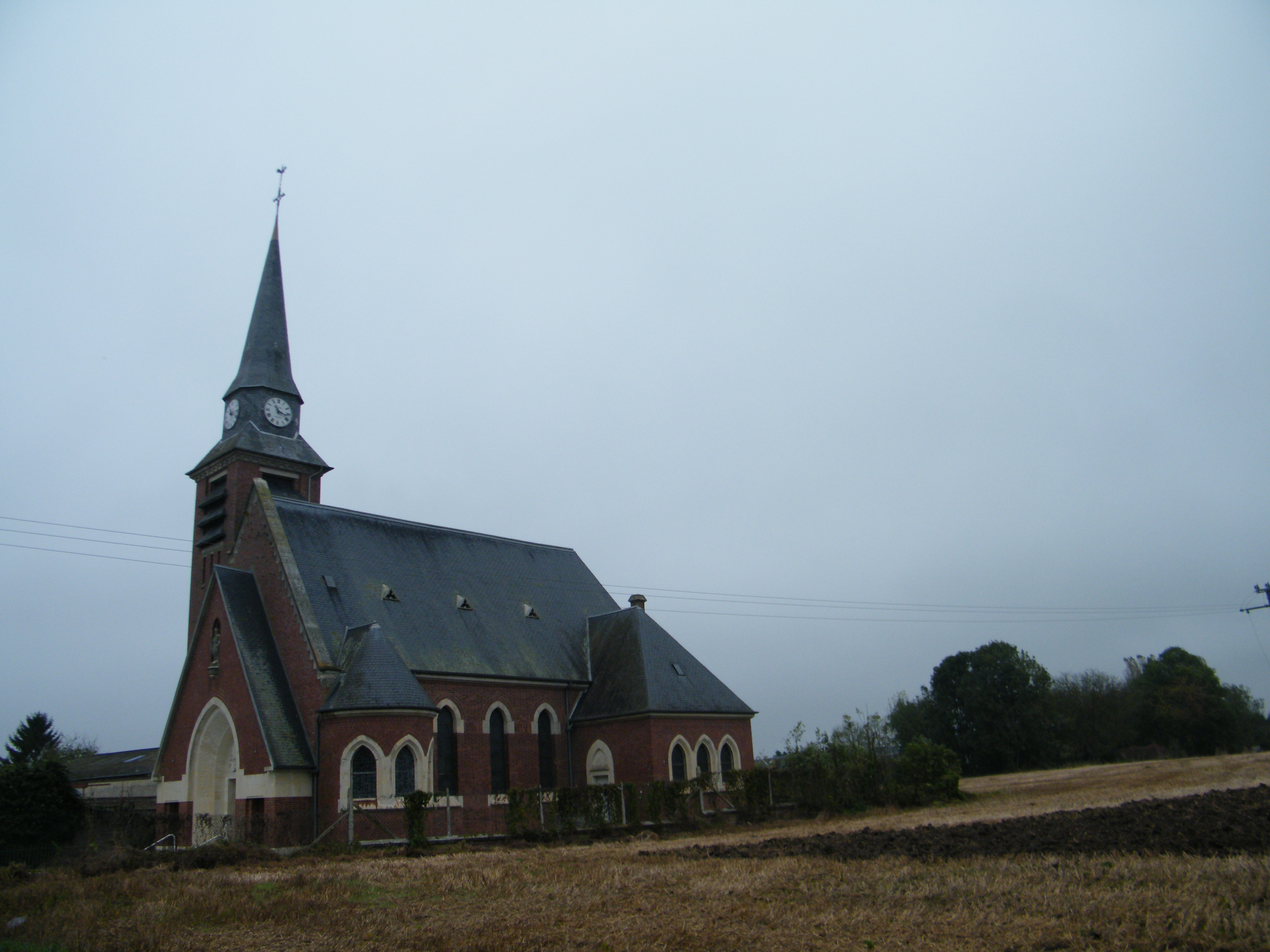
église Saint-Martin (Parvillers)
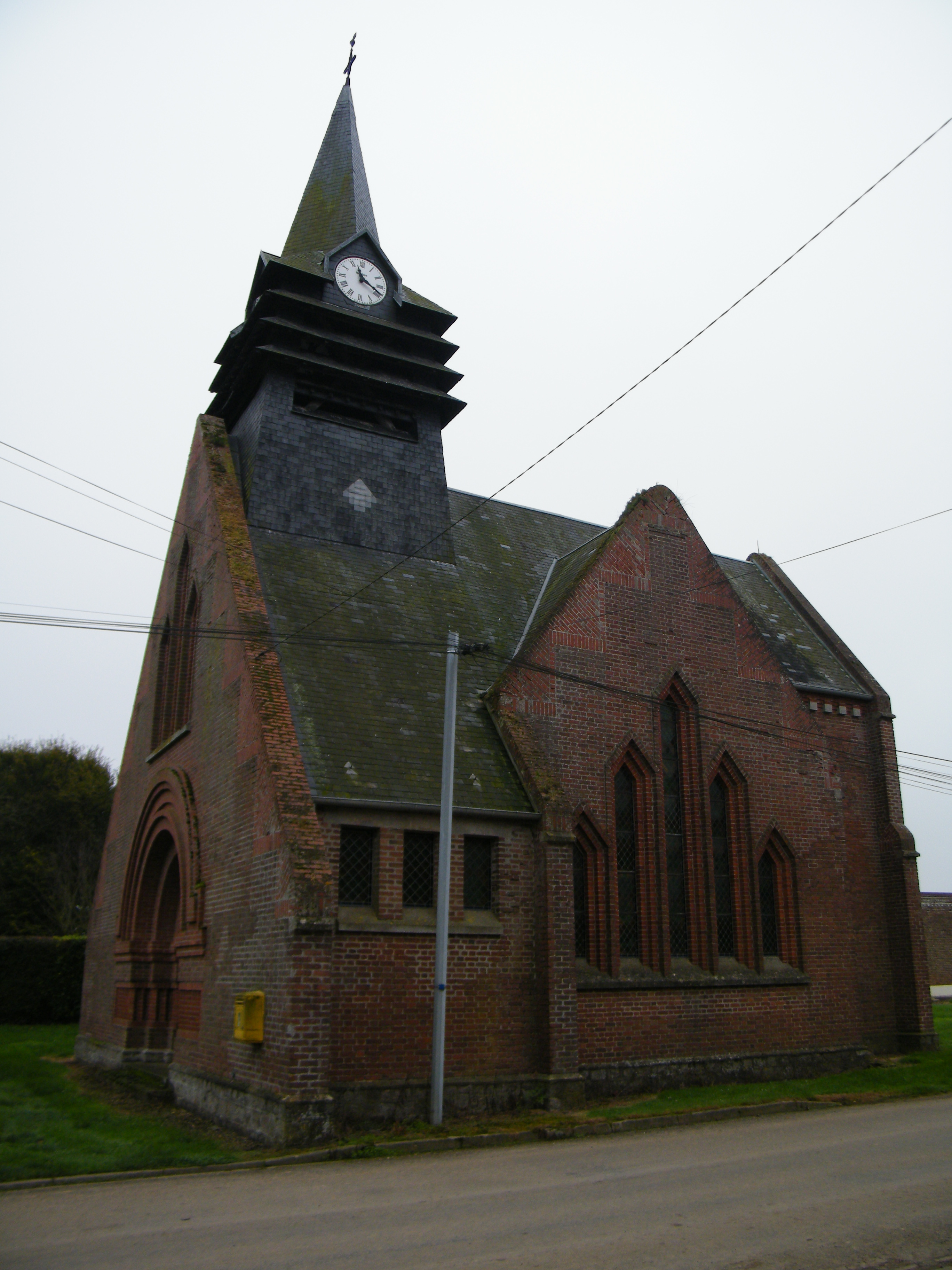
église Notre-Dame (Le Quesnoy)
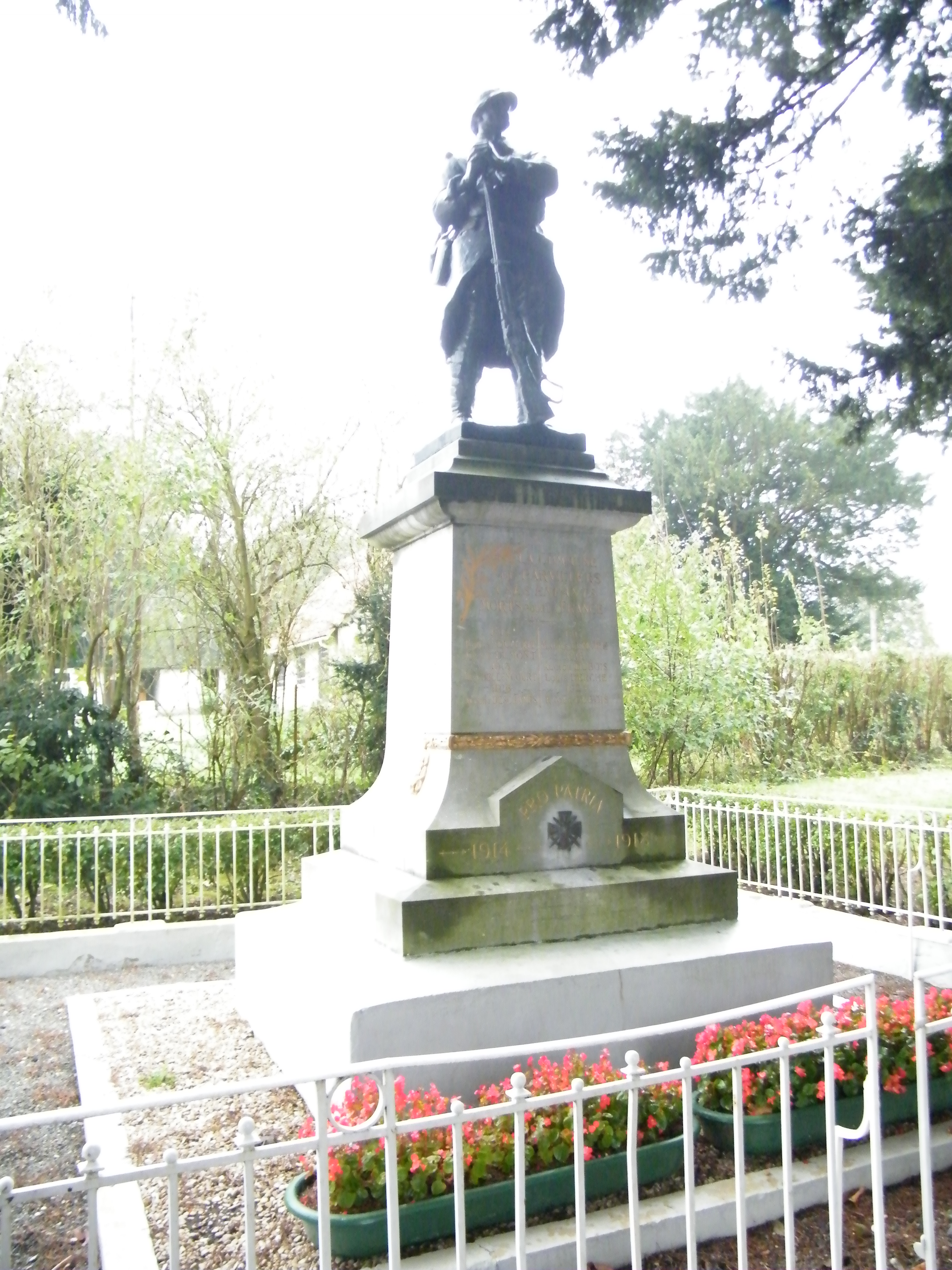
Le monument aux morts de Parvillers
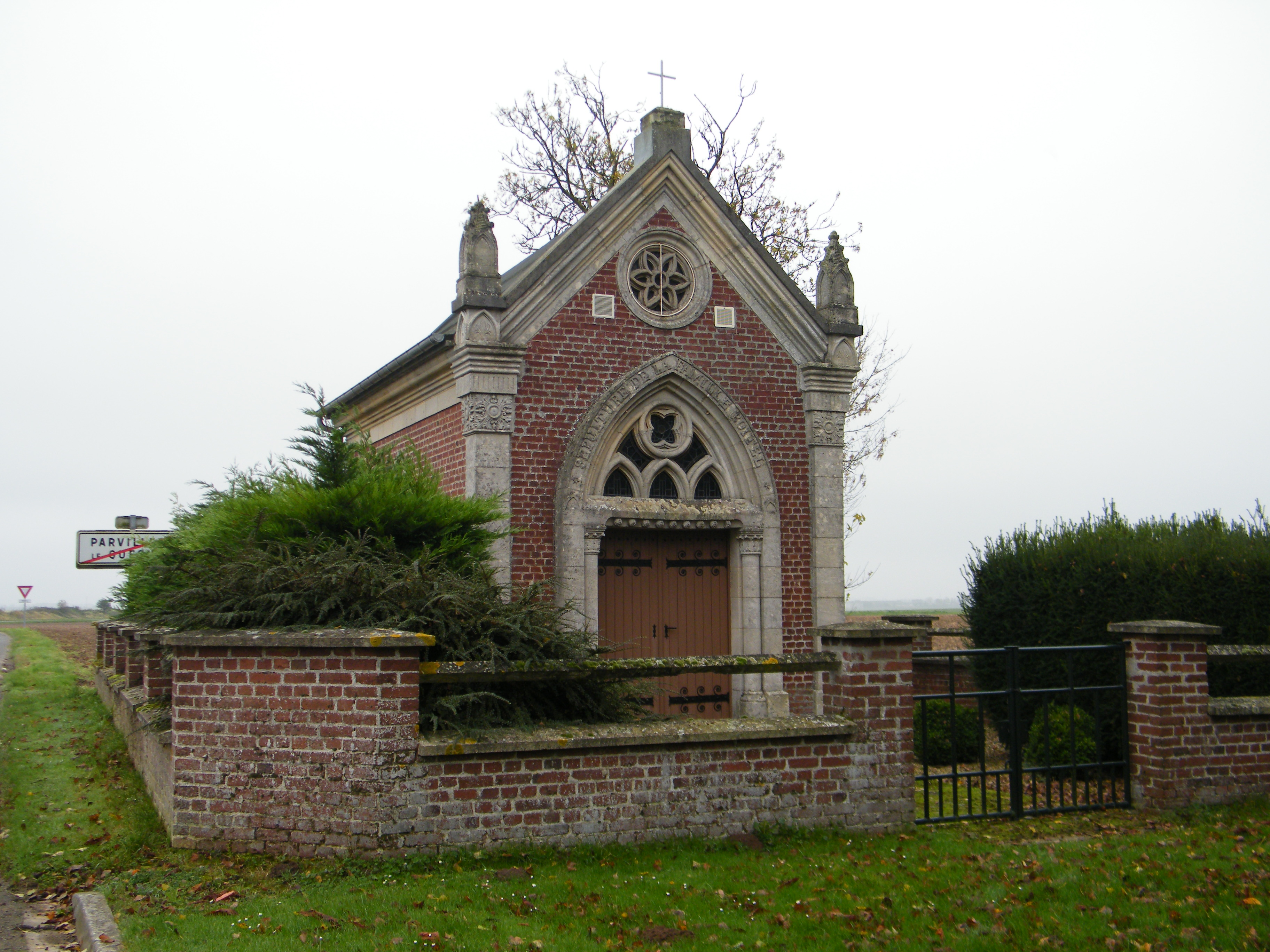
Chapelle en bordure de voie.
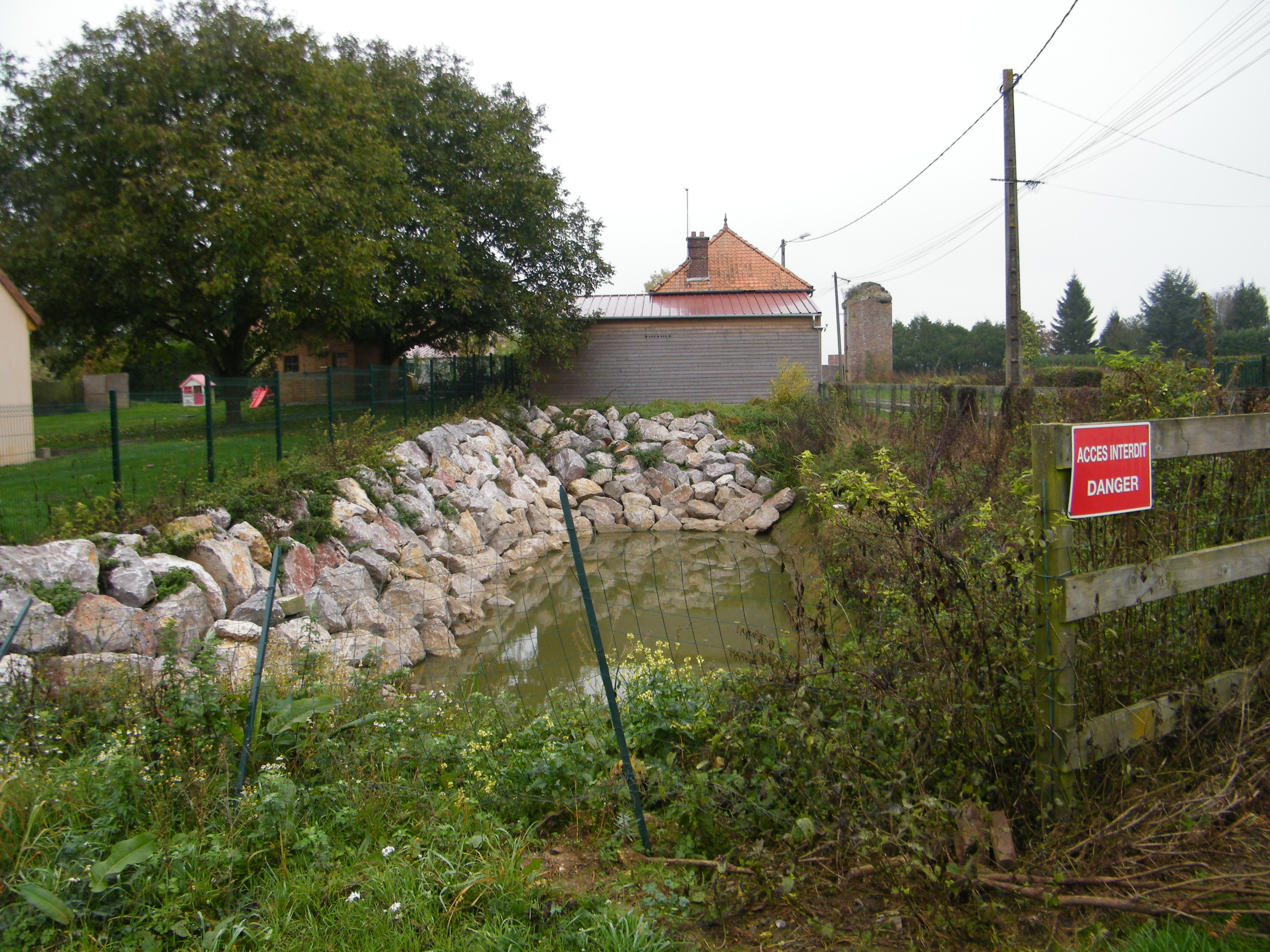
Une mare communale.

### Héraldique
| Blason de Parvillers-le-Quesnoy | Blason  | D'or à trois chevrons d'azur entravaillés avec un chêne arraché de sinople englanté du champ, passant sous le deuxième chevron et brochant sur les deux autres. Ornements extérieursDeux croix de guerre 1914-1918 (Parvillers et Le Quesnoy-en-Santerre)                               |
| Blason de Parvillers-le-Quesnoy | Détails | Les couleurs et les chevrons sont aux armes de la famille de Rély, dont étaient issus les seigneurs de Parvillers aux XVIe et XVIIe siècles, auxquels fut ajouté un chêne afin d'évoquer Le Quesnoy, formation toponymique signifiant « lieu planté de chênes ». Adopté le 17 mai 2022. |